# Martin Eden (film 1914)
Martin Eden è un film muto del 1914 diretto da Hobart Bosworth che si basa sull'omonimo romanzo di Jack London pubblicato nel 1909 a New York dopo essere uscito a puntate sul Pacific Monthly dal settembre 1908 al settembre 1909.

## Produzione
Il film fu prodotto dalla Hobart Bosworth Productions, una compagnia costituita dal regista per portare sullo schermo una serie di pellicole tratte dalle opere di Jack London.
Il film venne girato in California, a Oakland e a San Francisco.

## Distribuzione
Il copyright, richiesto dalla Bosworth, Inc., fu registrato il 22 giugno 1914 con il numero LU3029. Distribuito dalla W.W. Hodkinson, il film uscì nelle sale cinematografiche statunitensi il 16 agosto 1914.